# CONCACAF Gold Cup 2013/Gruppe A
Die Gruppe A des CONCACAF Gold Cups 2013 war eine von drei Gruppen, in denen die Vorrundenspiele des Turniers ausgetragen wurden. Sie bestand aus vier Mannschaften: Kanada, Mexiko, Panama und Martinique. Die Partien fanden vom 7. Juli bis 15. Juli 2013 statt. Die Austragungsorte waren Pasadena, Seattle und Denver.

## Tabelle
| Pl. | Land       | Sp. | S | U | N | Tore    | Diff. | Punkte |
| --- | ---------- | --- | - | - | - | ------- | ----- | ------ |
| 1.  | Panama     | 3   | 2 | 1 | 0 | 003:100 | +2    | 07     |
| 2.  | Mexiko     | 3   | 2 | 0 | 1 | 006:300 | +3    | 06     |
| 3.  | Martinique | 3   | 1 | 0 | 2 | 002:400 | −2    | 03     |
| 4.  | Kanada     | 3   | 0 | 1 | 2 | 000:300 | −3    | 01     |

## Spiele
| 7. Juli 2013 | Kanada | 0:1                 | Martinique     | Rose Bowl Stadium, Pasadena, LA Zuschauer: 56.822 Schiedsrichter: Marcos Daniel Brea (Kuba) |
| 7. Juli 2013 |        | Report im Webarchiv | Reuperné 90+3′ | Rose Bowl Stadium, Pasadena, LA Zuschauer: 56.822 Schiedsrichter: Marcos Daniel Brea (Kuba) |

| 7. Juli 2013 | Mexiko       | 1:2                 | Panama               | Rose Bowl Stadium, Pasadena, LA Zuschauer: 56.822 Schiedsrichter: Walter Quesada (Costa Rica) |
| 7. Juli 2013 | Fabián 45+2′ | Report im Webarchiv | Torres 7′ (11m), 48′ | Rose Bowl Stadium, Pasadena, LA Zuschauer: 56.822 Schiedsrichter: Walter Quesada (Costa Rica) |

| 11. Juli 2013 | Panama           | 1:0                 | Martinique | CenturyLink Field, Seattle, WA Zuschauer: 28.354 Schiedsrichter: Armando Oviedo (Honduras) |
| 11. Juli 2013 | Torres 85′ (11m) | Report im Webarchiv |            | CenturyLink Field, Seattle, WA Zuschauer: 28.354 Schiedsrichter: Armando Oviedo (Honduras) |

| 11. Juli 2013 | Mexiko                       | 2:0                 | Kanada | CenturyLink Field, Seattle, WA Zuschauer: 28.354 Schiedsrichter: Joel Aguilar (El Salvador) |
| 11. Juli 2013 | Jiménez 42′ Fabián 57′ (11m) | Report im Webarchiv |        | CenturyLink Field, Seattle, WA Zuschauer: 28.354 Schiedsrichter: Joel Aguilar (El Salvador) |

| 14. Juli 2013 | Panama              | 0:0 | Kanada | Sports Authority Field at Mile High, Denver, CO Zuschauer: 30.000 Schiedsrichter: Walter Quesada (Costa Rica) |
| 14. Juli 2013 | Report im Webarchiv |     |        | Sports Authority Field at Mile High, Denver, CO Zuschauer: 30.000 Schiedsrichter: Walter Quesada (Costa Rica) |

| 14. Juli 2013 | Martinique          | 1:3                 | Mexiko                          | Sports Authority Field at Mile High, Denver, CO Zuschauer: 30.000 Schiedsrichter: Mark Geiger (Vereinigte Staaten) |
| 14. Juli 2013 | Parsemain 43′ (11m) | Report im Webarchiv | Fabián 21′ Montes 34′ Ponce 89′ | Sports Authority Field at Mile High, Denver, CO Zuschauer: 30.000 Schiedsrichter: Mark Geiger (Vereinigte Staaten) |